# Stephansgymnasium

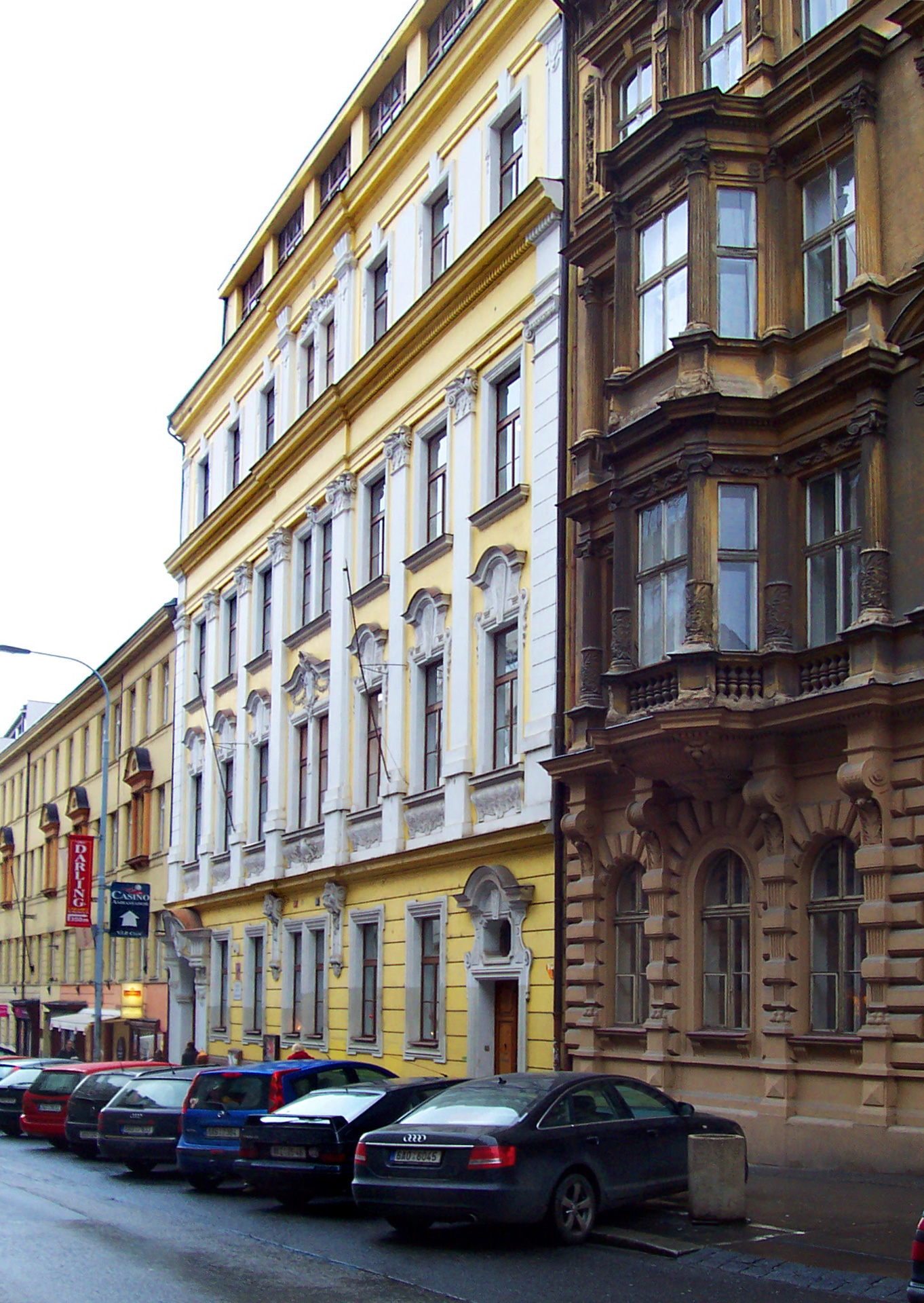
Das Gebäude Štěpánská 22

Das Stephansgymnasium (offiziell Staats-Obergymnasium in Prag (Stephansgasse), oder ähnlich) war ein deutschsprachiges Gymnasium in Prag Neustadt in der Stephansgasse 22 von 1881 bis 1938.

## Geschichte

### 1881–1918
1881 wurde ein Unter-Gymnasium in Prag gegründet. Erster Direktor war Dr. phil. Ludwig Chevalier. 1888 wurde es in ein Obergymnasium umgewandelt. Es war das vierte deutschsprachige in der Stadt (nach dem Kleinseitner, dem Neustädter am Graben und dem Altstädter deutschen Gymnasium), es entwickelte aber bald eine besondere Anziehungskraft für liberal eingestellte Jungen. Die Unterrichtssprache war Deutsch. Die meisten Schüler kamen aus deutschsprachigen Familien, der größte Teil mit jüdischer Herkunft.
Unterrichtsfächer waren katholische, evangelische oder jüdische Religion, deutsche, lateinische und griechische Sprache, Geographie und Geschichte, Mathematik, Physik, Naturgeschichte und Philosophische Propädeutik. Fakultativ (Freifächer) waren Kalligraphie, böhmische (tschechische) Sprache, Freizeichnen, Turnen, Gesang und Stenographie.

### 1919–1944
Die Schule wurde nach der Gründung des tschechoslowakischen Staates um 1919 umbenannt in Deutsches Staats-Gymnasium in Prag, Stephansgasse. Das Gymnasium wurde dann mit dem Deutschen Staats-Gymnasium am Graben für einige Jahre vereinigt. Ab etwa 1927/30 bestand es als eines von zwei deutschsprachigen Realgymnasien in der Stadt Prag wieder (außerdem gab es noch ein Realgymnasium auf der Kleinseite). In dieser Zeit gab es offenbar auch Schülerinnen dort (Lenka Reinerová u. a.). 
Um 1939 wurde es nach der deutschen Besetzung der Stadt in eine Deutsche Oberschule für Jungen herabgestuft.

### Nach 1945
Nach 1945 wurde in dem Gebäude Štěpánská 22 eine tschechische Oberschule eingerichtet, aus der 1991 das Akademische Gymnasium hervorging.

## Bezeichnungen
Die offiziellen Bezeichnungen waren
- K. K. Unter-Gymnasium in Prag, 1881–1887
- K. K. Staats-Obergymnasium in Prag Neustadt (Stephansgasse), 1888–1901
- K. K. Staatsgymnasium mit deutscher Unterrichtssprache in Prag Neustadt, Stephansgasse, 1901–1915
- K. K. Gymnasium in Prag (mit deutscher Unterrichtssprache), (Neustadt, Stephansgasse), 1918[7]
- Deutsches Staats-Gymnasium in Prag, Stephansgasse, 1919–1925

## Persönlichkeiten
Das Stephansgymnasium entwickelte sich bald nach seiner Gründung zu einer beliebten Ausbildungsstätte für liberal eingestellte Jungen, besonders aus jüdischen Familien. So waren die Schriftsteller Franz Werfel, Paul Kornfeld und Willy Haas, sowie der Schauspieler Ernst Deutsch in einer Klasse, Max Brod zur gleichen Zeit in einer anderen. Sie wurden später wichtige Autoren der Prager deutschen Literatur. Erinnerungen an ihre Gymnasialzeit sind in den Romanen Der Abituriententag von Franz Werfel, Beinahe ein Vorzugsschüler, Jugend im Nebel  und Die Rosenkoralle von Max Brod oder Schnee von gestern  (Loňské sněhy) von Ewald Osers ausführlich beschrieben.
In den späten 1920er und frühen 1930er Jahren war es das einzige deutsche Realgymnasium für die Neustadt (und die Altstadt). Schüler aus dieser Zeit wurden später Musiker, Mediziner, Publizisten und weitere gesellschaftlich wichtige Persönlichkeiten.
Schüler waren Georg Kafka, Gerhard Scholten, Paul Leppin, Felix Haurowitz, Leo Perutz (?), Konrad Wallerstein, Karl Wolfgang Deutsch, Alexandre Kafka, Walter Schamschula, Ewald Osers, Karel Lewit,  Herbert Lom, Emanuel Trojan, Walter Susskind   und Jiří Kosta, sowie Lenka Reinerová.
Jüdischer Religionslehrer war der Rabbiner Alexander Kisch (seit 1900).